# Nancy Kerrigan
Nancy Ann Kerrigan (Woburn, Massachusetts, 13 de outubro de 1969) é uma ex-patinadora artística americana. Ela conquistou duas medalhas olímpicas: uma de bronze em 1992  e uma de prata em 1994. Ela também conquistou uma medalha de prata e uma de bronze em Campeonatos Mundiais da Patinação.
No entanto, Nancy se tornou mais famosa em 1994 por ter sido vítima de um atentado perpetrado por uma rival, Tonya Harding, num episódio que o portal Sapo de Portugal chamou de "um dos maiores escândalos da história do desporto". 

## Biografia
Nascida a 13 de outubro de 1969, em Stoneham, Massachusetts, Nancy era a filha mais nova filha de Brenda e Dan Kerrigan. Seus irmãos eram homens e jogavam hóquei no gelo. Foi por acompanhá-los durante os jogos, que, segundo o Sapo, ela evoluiu para a patinação artística", que passou a praticar aos 6 anos de idade, vencendo a primeira competição com apenas nove anos de idade.
Em 1995, um ano após o atentado, Nancy casou-se com o seu agente Jerry Solomon, com quem tem três filhos.
Após deixar o esporte profissional, escreveu dois livros e em 2014, durante uma entrevista ao USA Today, disse que não gosta de relembrar o atentando e que nunca desejou ficar famosa devido ao que aconteceu.

## O crime
Entre 1991 e 1994, Nancy estava no auge da carreira e era considerada como o que se convencionou chamar de "queridinha da América". Segundo o Sapo, "o país inteiro queria ser representado além fronteiras pela imagem que esta passava" e ela tinha boa aceitação por parte de jurados e patrocinadores.
Mas além dela, outra patinadora se destacava: Tonya Harding. Esta, no entanto, não tinha a mesma popularidade e aceitação de Nancy e acreditava que a rival poderia atrapalhar sua ida para as Olimpíadas de 1994.
Em 6 de janeiro de 1994, depois de algumas ameaças enviadas por cartas entre as partes, Nancy foi agredida quando saía de um treino em Detroit. Dois homens se aproximaram dela e um deles acertou seu joelho com um bastão extensível. Ele era Shane Stant e seu objetivo era quebrar o joelho da patinadora. O outro era Derrick Smith, responsável por dirigir o veículo da fuga, e ambos haviam sido contratados por Shaw Eckardt e Jeff Gillooly, respectivamente guarda-costas e ex-marido de Tonya.
Investigadores do FBI logo começaram seu trabalho e chegaram aos nomes dos responsáveis, principalmente por Shaw Eckardt começar a "gabar-se pela cidade que tinha sido o 'cérebro' por trás do sucedido". Preso, Eckardt confessou o crime e deu o nome dos demais envolvidos, incluindo o de Gillooly, que acabou confessando sua participação em 27 de janeiro de 1994.
Tonya, então, disse não saber de nada e pediu desculpas pelo ocorrido. Porém, a história teve uma reviravolta quando autoridades encontraram um papel no lixo onde a patinadora havia anotado o local e horário onde Nancy estava treinando no dia do crime. Especialistas confirmaram que a caligrafia era a de Harding. 
Com isto e depois de confessar que tinha omitido informações sobre o episódio durante seus depoimentos aos policiais, após as Olimpíadas de 1994 Tonya foi julgada e condenada a três anos de liberdade condicional, 500 horas de serviço comunitário, e a pagar 100 mil dólares ao Estado e 50 mil a um fundo para ajudar os 'Special Olympics'. Ela também teve que devolver o título de Campeã Nacional e acabou banida para sempre de todas as competições da Federação de Patinagem Artística dos Estados Unidos. 
Apesar do joelho de Nancy ficar machucado e dela perder o Campeonato Nacional seguinte, nenhum osso se quebrou e ela levou a medalha prata nas Olimpíadas de 1994. Tonya ficou em 8º lugar. 
Em 2017, o crime foi relembrado no filme "I, Tonya" (Eu, Tonya), com a atriz Margot Robbie fazendo o papel da vilã.
O ataque de Tonya a Nancy foi "um tema de conspiração, abuso, inveja e vingança", escreveu o La Silla Rota em 31 de janeiro de 2022.

## Principais resultados
| Resultados                                            | Resultados    | Resultados        | Resultados    | Resultados      | Resultados        | Resultados        | Resultados        | Resultados       | Resultados       |
| Internacional                                         | Internacional | Internacional     | Internacional | Internacional   | Internacional     | Internacional     | Internacional     | Internacional    | Internacional    |
| Evento/Temporada                                      | 1985– 1986    | 1986– 1987        | 1987– 1988    | 1988– 1989      | 1989– 1990        | 1990– 1991        | 1991– 1992        | 1992– 1993       | 1993– 1994       |
| ----------------------------------------------------- | ------------- | ----------------- | ------------- | --------------- | ----------------- | ----------------- | ----------------- | ---------------- | ---------------- |
| Jogos Olímpicos                                       |               |                   |               |                 |                   |                   | Medalha de bronze |                  | Medalha de prata |
| Campeonato Mundial                                    |               |                   |               |                 |                   | Medalha de bronze | Medalha de prata  | 5.ª              |                  |
| Jogos da Boa Vontade                                  |               |                   |               |                 | 5.ª               |                   |                   |                  |                  |
| Nations Cup                                           |               |                   |               |                 |                   |                   | Medalha de ouro   |                  |                  |
| NHK Trophy                                            |               |                   | 5.ª           |                 |                   |                   |                   |                  |                  |
| Novarat Trophy                                        |               |                   |               | Medalha de ouro |                   |                   |                   |                  |                  |
| Piruetten                                             |               |                   |               |                 |                   |                   |                   |                  | Medalha de ouro  |
| Skate America                                         |               |                   |               |                 | 5.ª               |                   |                   | Medalha de prata |                  |
| Trophée Lalique                                       |               |                   |               |                 |                   | Medalha de bronze | Medalha de bronze |                  |                  |
| Nacional                                              |               |                   |               |                 |                   |                   |                   |                  |                  |
| Campeonato dos Estados Unidos                         |               |                   | 12.ª          | 5.ª             | Medalha de peltre | Medalha de bronze | Medalha de prata  | Medalha de ouro  |                  |
| Campeonato dos Estados Unidos – Júnior                | 11.ª          | Medalha de peltre |               |                 |                   |                   |                   |                  |                  |
|                                                       |               |                   |               |                 |                   |                   |                   |                  |                  |
| Legenda: Competição não foi disputada nesta temporada |               |                   |               |                 |                   |                   |                   |                  |                  |